# Quadre professional
Quadre professional, o simplement "quadre", és el conjunt de comandaments d'una empresa, administració pública,  exèrcit o d'un partit polític. Un quadre intermedi és la categoria professional intermèdia: superior a la del treballador especialitzat i inferior a l'executiu. Quadre també es refereix a l'organització i els comandaments de base d'alguns partits polítics. Es fa servir de vegades en francès el mot cadre, indicant els llocs que formen la columna vertebral d'una organització, en general de tipus polític o militar. El terme cadre (o en plural, cadres) generalment s'aplica a un petit nucli de persones compromeses i amb experiència, capaces de formar als nous membres i assumir el lideratge del grup.